# حنامة (المخادر)

تعديل مصدري - تعديل

حنامة محلة تابعة لقرية الدحثاث، التابعة لعزلة السحول بمديرية المخادر إحدى مديريات محافظة إب في الجمهورية اليمنية، بلغ تعداد سكانها 162 حسب تعداد اليمن لعام 2004.